# Боян (Болгарія)
Боя́н (болг. Боян) — село в Шуменській області Болгарії. Входить до складу общини Венець.

## Населення
За даними перепису населення 2011 року у селі проживали 416 осіб.
Національний склад населення села:
| Національність   | Кількість осіб | Відсоток |
| ---------------- | -------------- | -------- |
| турки            | 349            | 96,1%    |
| болгари          | 4              | 1,1%     |
| цигани           | 0              | 0%       |
| інша             | 0              | 0%       |
| не визначились   | 10             | 2,8%     |
| Всього відповіли | 363            |          |

Розподіл населення за віком у 2011 році:
Динаміка населення: